# Verlag der Jugendbewegung
Der Verlag der Jugendbewegung ist ein 1948 gegründeter Verlag mit heutigem Sitz in Berlin. Circa 40 ehrenamtliche Mitarbeiterinnen und Mitarbeiter vorwiegend im Jugend- und jungen Erwachsenenalter arbeiten im Verlag mit. Im Verlag erscheinen zwei Zeitschriften mit jeweils jährlich drei Ausgaben. Jährlich erscheinen 2 bis 3 weitere Publikationen. Das Verlagsprogramm umfasst neben den genannten Publikationen auch Kalender, Bücher, Liederblätter und Dokumentationen für und über die Jugendbewegung. Der Verlag, der bis 1989 Südmarkverlag hieß, ist der wichtigste Verlag für und über die Gruppierungen der Jugendbewegung in der Zeit nach 1945.

## Geschichte

### 1948 bis 1989
Der Verlag wurde im Mai 1948 als Südmarkverlag Fritsch KG in Heidenheim an der Brenz von Horst Fritsch (1919–2007) gegründet. In den ersten Jahren wurden in unregelmäßigen Abständen ausschließlich die Liederblätter deutscher Jugend herausgegeben. Im Januar 1956 erschien die erste Ausgabe der Zeitschrift mannschaft (diese hieß ab 1964 m und ab 1968 Stichwort). Im Mai 1960 wurde erstmals der eisbrecher herausgegeben. 1962 begann die Reihe der Dokumentationen, als erste Publikation erschien tusk – gesammelte Schriften und Dichtungen herausgegeben von Werner Helwig. 1965 startete die Buchreihe Piratenbücherei. 1975 begann die Reihe puls – Dokumentationsschrift der Jugendbewegung, die in unregelmäßiger Folge hauptsächlich die Geschichte der Jugendbewegung nach 1945 dokumentiert.

### Ab 1989
1989 übernahm Michael Fritz den Verlag, damals wurde er in „Verlag der Jugendbewegung Südmarkverlag Michael Fritz KG“ umbenannt. Der Verlagssitz war zeitweilig in Witzenhausen und dann später in Stuttgart. Seit dem Jahr 2000 trägt ein Kreis ehrenamtlich tätiger Jugendbewegter die Tagesgeschäfte. Die Trägerschaft wurde zunächst in eine Kommanditgesellschaft, die „Verlag der Jugendbewegung Südmarkverlag Michael Fritz KG“, und ab 2016 in die „Verlag der Jugendbewegung GmbH“ mit insgesamt 13 Gesellschafterinnen und Gesellschaftern umgewandelt. Sitz der GmbH ist heute Berlin.

## Verlagsprogramm
Die bekannteste Zeitschrift des Verlages ist der eisbrecher. Im Verlag sind Publikationen erschienen von unter anderem Werner Helwig, Eberhard Koebel, Walter Scherf, Kurt Kremers, Erich Scholz. In der Reihe puls – Dokumentationsschrift der Jugendbewegung sind unter anderem Hefte über Hans Scholl und Peter Rohland erschienen. Der Verlag legt zudem einen Schwerpunkt auch auf die historische und gegenwärtige Rolle von Mädchen und Frauen in der Jugendbewegung und veröffentlicht entsprechende Publikationen.